# Gustavsberg
Gustavsberg est une ville de la commune de Värmdö dans le Comté de Stockholm en Suède. Elle est le chef-lieu de la commune.
Sa population était de 11 333 habitants en 2010.
La ville est connue pour sa manufacture de porcelaine créée en 1825.

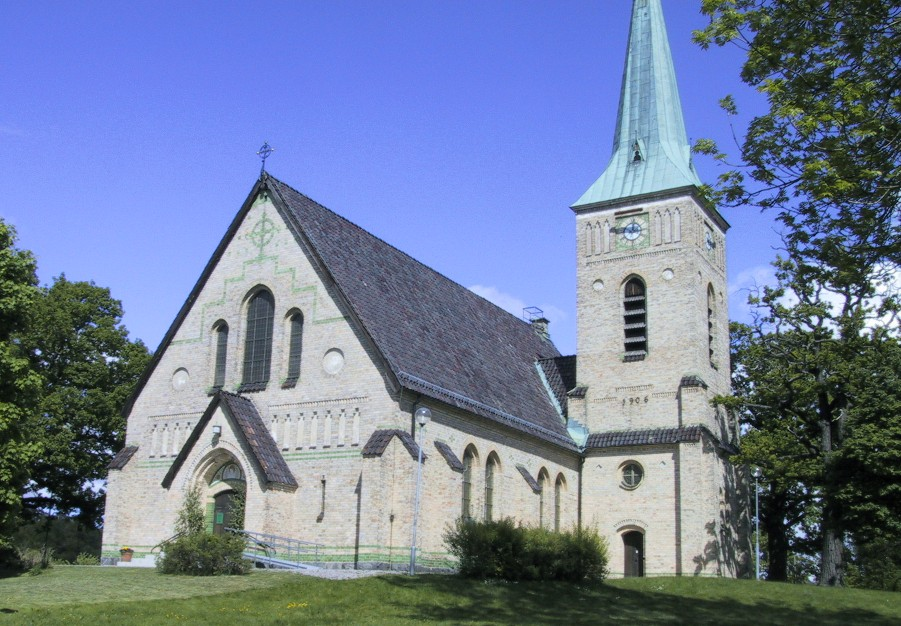
Église de Gustavsberg.